# 부여 정언욱가 고문서
부여 정언욱가 고문서는 충청남도 부여군 부여읍에 있다. 2008년 12월 15일 부여군의 향토문화유산 제96호로 지정되었다.

## 개요
동래정씨정언욱가 고문서의 저자 정언욱은 조선 영조 때의 문신으로 숙종 39년에 태어나 정조 11년에 향년 75세로 세상을 떠났다. 동래정씨정언욱가 고문서는 총 4종 70점으로 강동일기와 교지 그리고 고문서, 사간원원납대장 등으로 이루어져 있다. 특히 일기는 조선 후기 한 문신·학자의 일기이지만, 동 시대의 정치·경제·사회·문화 등 여러 방면에서 사료로서의 가치가 높고, 정언욱 개인에 대한 연구는 물론 부여의 지방사 연구에 큰 가치가 있다.